# Camilo José Cela

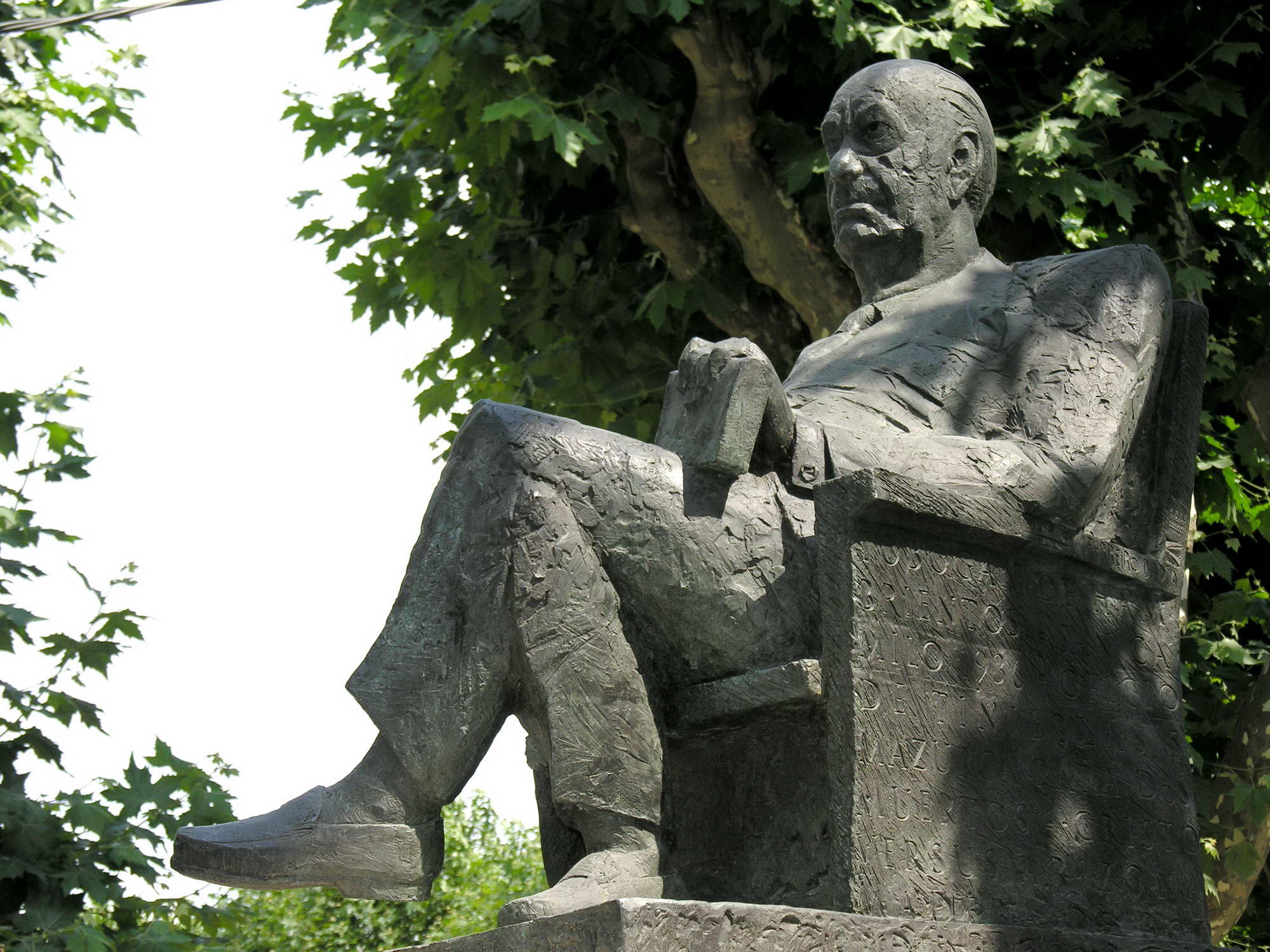
Bronzen beeld van een zittende Camilo José Cela

Camilo José Manuel Juan Ramón Francisco de Jerónimo Cela Trulock (Iria Flavia, 11 mei 1916 - Madrid, 17 januari 2002) was een Spaans schrijver. Hij werd geboren in Iria Flavia, in het district Padrón, in de provincie A Coruña. In 1989 won Cela de Nobelprijs voor Literatuur.
Zijn vader was Spaans, zijn moeder Engels, zijn grootvader had in Spanje gewerkt aan het aanleggen van de eerste spoorlijn in de regio. In 1931/1932 lag Cela met tuberculose in een sanatorium in de Sierra de Guadarrama. Die tijd gebruikte hij om veel te lezen.
In 1934 startte hij een studie aan de medische faculteit van de Complutense Universiteit van Madrid. Hij kwam hier al snel van terug en schakelde over op letteren en filosofie. Op de faculteit leerde hij Pedro Salinas kennen, die er les gaf. Aan hem liet Cela zijn eerste gedichten zien, en Salinas moedigde hem aan om door te gaan. Via vrienden als Alonso Zamora Vicente en María Zambrano y Miguel Hernández kwam hij ook in kringen van Madrileense intellectuelen, waaraan een eind kwam met de oorlog. In de Spaanse Burgeroorlog streed hij aan de kant van Franco, maar later zou hij de Franco-dictatuur afzweren en een onafhankelijke positie innemen. Cela raakt aan het front gewond en sleet weer de nodige tijd in een ziekenhuis.
In 1940 ging Cela rechten studeren. Cela’s eerste werk werd gepubliceerd in 1942, toen hij 26 jaar oud was: "La familia de Pascual Duarte" (de familie van Pascual Duarte). Het werk werd door de critici enthousiast ontvangen, maar bracht hem wel direct in conflict met de kerk, die een tweede uitgave van het boek verbood (de tweede uitgave werd in Buenos Aires uitgegeven). Cela besloot zijn studie te stoppen en zich geheel aan de literatuur te wijden.
In 1944 trouwde Cela met María del Rosario Conde Picavea. Uit het huwelijk kwam zijn enige zoon voort, Camilo José Cela Conde. In 1948 zou het huwelijk stranden. Verder stelde Cela in die tijd zijn schilderwerken tentoon.
Zijn bekendste werk was "La colmena" (De bijenkorf), in 1951 gepubliceerd in Buenos Aires. Het boek werd in Spanje gelijk verboden. In 1954 verhuisde Cela naar Majorca, waar hij een groot deel van zijn leven zou blijven. Hier maakte hij ook kennis met Ernest Hemingway. In 1956 verscheen het tijdschrift Papeles de Son Armadans, waarvan Cela hoofdredacteur was.
In 1957 werd Cela tot lid gekozen van de Real Academia Española. Zijn intrederede op 26 mei ging over het literaire werk van de schilder Solana. In 1962 publiceerde hij Gavilla de fábulas sin amor, met illustraties van Picasso.
Na het overlijden van Franco werd Cela door de koning van Spanje benoemd tot lid van de Senaat van de eerste democratische Cortes. Als senator hield hij zich bezig met het herzien van de grondwet, zoals deze door het parlement voorbereid werd.
In de jaren erna zou Cela blijven publiceren. De stijl van Cela was er een van donker realisme. Hij heeft zo’n 70 boeken gepubliceerd, waaronder een aantal reisboeken. In 1991 trouwde Cela met Marina Castaño. Cela overleed in 2002 in Madrid.

## Prijzen
Cela heeft in zijn leven vele prijzen mogen ontvangen. Een klein aantal daarvan:
- Prins van of Asturias Prijs voor Literatuur, 1987
- Nobelprijs voor Literatuur, 1989
- Cervantes Prijs, 1995

Cela heeft eredoctoraten gekregen aan diverse universiteiten:
- University of Syracuse (New York, USA)
- University of Birmingham (Verenigd Koninkrijk)
- Universidad John F. Kennedy (Buenos Aires, Argentinië),
- Universidad de Palma de Mallorca
- Universidad de Santiago de Compostela
- Interamericana University (San Juan, Puerto Rico)
- Hebreeuwse Universiteit van Jerusalem (Israël)

## Werken
Poëzie
- Pisando la dudosa luz del día (1936; 1e druk 1945)
- El monasterio y las palabras (1945)
- Cancionero de la Alcarria (1948)
- Tres poemas galegos (1957)
- Reloj de arena, reloj de sol, reloj de sangre (1989)
- Poesía completa (1996)

Romans
- La familia de Pascual Duarte (1942)
- Pabellón de reposo (1943)
- Nuevas andanzas y desventuras de Lazarillo de Tormes (1944)
- La colmena (1951) (De bijenkorf)
- Mrs. Caldwell habla con su hijo (1953)
- La catira (1955)
- Tobogán de hambrientos (1962)
- San Camilo 1936 (1969)
- Oficio de tinieblas 5 (1973)
- Mazurca para dos muertos (1983)
- Cristo versus Arizona (1988)
- El asesinato del perdedor (1994)
- La cruz de San Andrés (1994)
- Madera de boj (1999)

Novelles
- Timoteo el incomprendido (1952)
- Santa Balbina 37, gas en cada piso (1952)
- Café de artistas (1953)
- El molino de viento (1956)
- La familia del héroe (1965)
- El ciudadano Iscariote Reclús (1965)

Verhalen
- Esas nubes que pasan (1945)
- El bonito crimen del carabinero (1947)
- El gallego y su cuadrilla (1949)
- Nuevo retablo de don Cristobita (1957)
- Los viejos amigos (1960)
- Gavilla de fábulas sin amor (1962)
- El solitario y los sueños de Quesada (1963)
- Toreo de salón (1963)
- Once cuentos de fútbol (1963)
- Izas, rabizas y colipoterras (1964)
- Nuevas escenas matritenses (7 series, 1965-1966)
- Rol de cornudos (1976)
- Las orejas del niño Raúl (1985)
- Vocación de repartidor (1985)
- La bandada de palomas (1987)
- Los Caprichos de Francisco de Goya y Lucientes (1989)
- El hombre y el mar (1990)
- Cachondeos, escarceos y otros meneos (1991)
- La sima de las penúltimas inocencias (1993)
- La dama pájara (1994)
- Historias familiares (1999)

Reisverhalen
- Viaje a la Alcarria (1948)
- Ávila (1952)
- Del Miño al Bidasoa (1952)
- Judíos, moros y cristianos (1956)
- Primer viaje andaluz (1959)
- Páginas de geografía errabunda (1965)
- Viaje al Pirineo de Lérida (1965)
- Madrid (1966)
- Barcelona (1970)
- Nuevo viaje a la Alcarria (1986)
- Galicia (1990)

Memoires
- La rosa (1959)
- Memorias, entendimientos y voluntades (1993)

Theater
- María Sabina (1967)
- Homenaje a El Bosco I. El carro del heno o el inventor de la guillotina (1969)
- Homenaje a El Bosco II. La extracción de la piedra de la locura o la invención del garrote (1999)

- Bibsys: 90127996
- Biblioteca Nacional de España: XX829232
- Bibliothèque nationale de France: cb11895715q (data)
- Catàleg d'autoritats de noms i títols de Catalunya: 981058519760706706
- CiNii: DA01970261
- Gemeinsame Normdatei: 118667629
- International Standard Name Identifier: 0000 0001 2121 3855
- Library of Congress Control Number: n79058799
- Nationale Bibliotheek van Letland: 000164647
- Bibliotheek van het Japanse parlement: 00464378
- Nationale Bibliotheek van Tsjechië: jn19990001377
- Nationale bibliotheek van Australië: 35026780
- Nationale Bibliotheek van Israël: 987007259529605171
- Nationale Bibliotheek van Polen: a0000001202130
- Nationale en Universitaire bibliotheek Zagreb: 000008942
- Nederlandse Thesaurus van Auteursnamen: 068363109
- Istituto Centrale per il Catalogo Unico: CFIV062212
- LIBRIS: 180752
- SNAC: w6q240t9
- Système universitaire de documentation: 027601609
- Trove: 800350
- Virtual International Authority File: 14767431
- WorldCat: E39PBJfcRmqVHm9cKwK6RvC84q

1901: Prudhomme ·
1902: Mommsen ·
1903: Bjørnson ·
1904: Mistral, Echegaray ·
1905: Sienkiewicz ·
1906: Carducci ·
1907: Kipling ·
1908: Eucken ·
1909: Lagerlöf ·
1910: Heyse ·
1911: Maeterlinck ·
1912: Hauptmann ·
1913: Tagore ·
1915: Rolland ·
1916: Heidenstam ·
1917: Gjellerup, Pontoppidan ·
1919: Spitteler ·
1920: Hamsun ·
1921: France ·
1922: Benavente ·
1923: Yeats ·
1924: Reymont ·
1925: Shaw ·
1926: Deledda ·
1927: Bergson ·
1928: Undset ·
1929: Mann ·
1930: Lewis ·
1931: Karlfeldt ·
1932: Galsworthy ·
1933: Boenin ·
1934: Pirandello ·
1936: O'Neill ·
1937: Gard ·
1938: Buck ·
1939: Sillanpää ·
1944: Jensen ·
1945: Mistral ·
1946: Hesse ·
1947: Gide ·
1948: Eliot ·
1949: Faulkner ·
1950: Russell ·
1951: Lagerkvist ·
1952: Mauriac ·
1953: Churchill ·
1954: Hemingway ·
1955: Laxness ·
1956: Jiménez ·
1957: Camus ·
1958: Pasternak ·
1959: Quasimodo ·
1960: Perse ·
1961: Andrić ·
1962: Steinbeck ·
1963: Seferis ·
1964: Sartre (geweigerd) ·
1965: Sjolochov ·
1966: Agnon, Sachs ·
1967: Asturias ·
1968: Kawabata ·
1969: Beckett ·
1970: Solzjenitsyn ·
1971: Neruda ·
1972: Böll ·
1973: White ·
1974: Johnson, Martinson ·
1975: Montale ·
1976: Bellow ·
1977: Aleixandre ·
1978: Singer ·
1979: Elýtis ·
1980: Miłosz ·
1981: Canetti ·
1982: García Márquez ·
1983: Golding ·
1984: Seifert ·
1985: Simon ·
1986: Soyinka ·
1987: Brodsky ·
1988: Mahfoez ·
1989: Cela ·
1990: Paz ·
1991: Gordimer ·
1992: Walcott ·
1993: Morrison ·
1994: Oë ·
1995: Heaney ·
1996: Szymborska ·
1997: Fo ·
1998: Saramago ·
1999: Grass ·
2000: Gao ·
2001: Naipaul ·
2002: Kertész ·
2003: Coetzee ·
2004: Jelinek ·
2005: Pinter ·
2006: Pamuk ·
2007: Lessing ·
2008: Le Clézio ·
2009: Müller ·
2010: Vargas Llosa ·
2011: Tranströmer ·
2012: Mo ·
2013: Munro ·
2014: Modiano ·
2015: Aleksijevitsj ·
2016: Dylan ·
2017: Ishiguro ·
2018: Tokarczuk ·
2019: Handke ·
2020: Glück ·
2021: Gurnah ·
2022: Ernaux ·
2023: Fosse ·
2024: Kang ·